# 905 (canción)
«905» es una canción del grupo británico The Who, publicada en el álbum de estudio Who Are You. El tema fue compuesto por el bajista John Entwistle e incluyó un fuerte acompañamiento de sintetizadores Polymoog grabados en el estudio personal de Entwistle en Ealing.
Al igual que otras contribuciones de Entwistle al álbum, nunca fue interpretada en directo por el grupo, pero sí por The John Entwistle Band. Sin embargo, fue publicada como la cara B del segundo sencillo del álbum, «Trick of the Light», otra composición de Entwistle. «905» fue escrita para un ópera rock proyectada por el músico pero nunca completada. 
Según Entwistle: «Empecé un álbum conceptual en las mismas líneas de Lifehouse. Mi historia era un poco diferente. Estaba basada en el futuro. La puse en la estantería por un tiempo largo. Cuando el álbum salió a la luz la desarchivé y la cambié un poco. Pero "905" era una de esas canciones. El nombre del héroe era "905" y vive con otro tío llamado "503" y son absolutamente idénticos. No hay ninguna mujer alrededor porque son lo que están comiendo».
La letra describe un clon humano implantado con recuerdos en lugar de tener una infancia, y creado para servir a un propósito inespecífico sin capacidad para hacer cualquier otra actividad. Lo único que sabe que es, al menos, al final de su vida su alma quedará libre.